# Max Marcet Mayor
Max Marcet Mayor   (Sabadell, 30 de juliol de 1996), conegut simplement com a Max, és un futbolista professional català. Ocupa la posició de davanter en el Cerdanyola FC. Max Marcet és un jugador molt polivalent que pot ocupar qualsevol de les posicions d'atac, preferentment la mitja punta, com a segon punta o per la banda esquerra. Utilitza les dues cames i és un bon rematador de cap.

## Trajectòria
Format a l'Escola de Futbol Sabadell, Terrassa, el Mercantil i la Damm, el Centre d'Esports Sabadell es fixa en ell per a l'equip "B" i el fitxa la temporada 2015-2016 amb un contracte de dos anys. A l'any següent debuta amb el primer equip i acaba jugant els últims partits marcant dos gols decisius per a assolir la permanència del primer equip a la Segona Divisió B.
Al maig de 2017 fitxa per l'Espanyol B per a dues temporades. La temporada 2017/19 aconsegueix amb l'equip l'ascens a Segona Divisió B, i la següent temporada, la 2018/19 l'equip es queda a un punt del play-off d'ascens a la categoria de plata. L'estiu del 2019, Marcet renova el seu contracte amb l'Espanyol B fins al juny del 2020, prorrogable un any més segons variables, però al mercat d'hivern accepta una oferta del Club de Futbol Badalona, jugant als anys següents a la Unió Esportiva Cornellà, Penya Esportiva, Cerdanyola FC i a partir de l'any 2024 al la Unió Esportiva Sant Andreu